# Pyripora catenularia
Pyripora catenularia is een mosdiertjessoort uit de familie van de Electridae. De wetenschappelijke naam van de soort is, als Hippothoa catenularia, voor het eerst geldig gepubliceerd in 1828 door Fleming.